# 림 협만

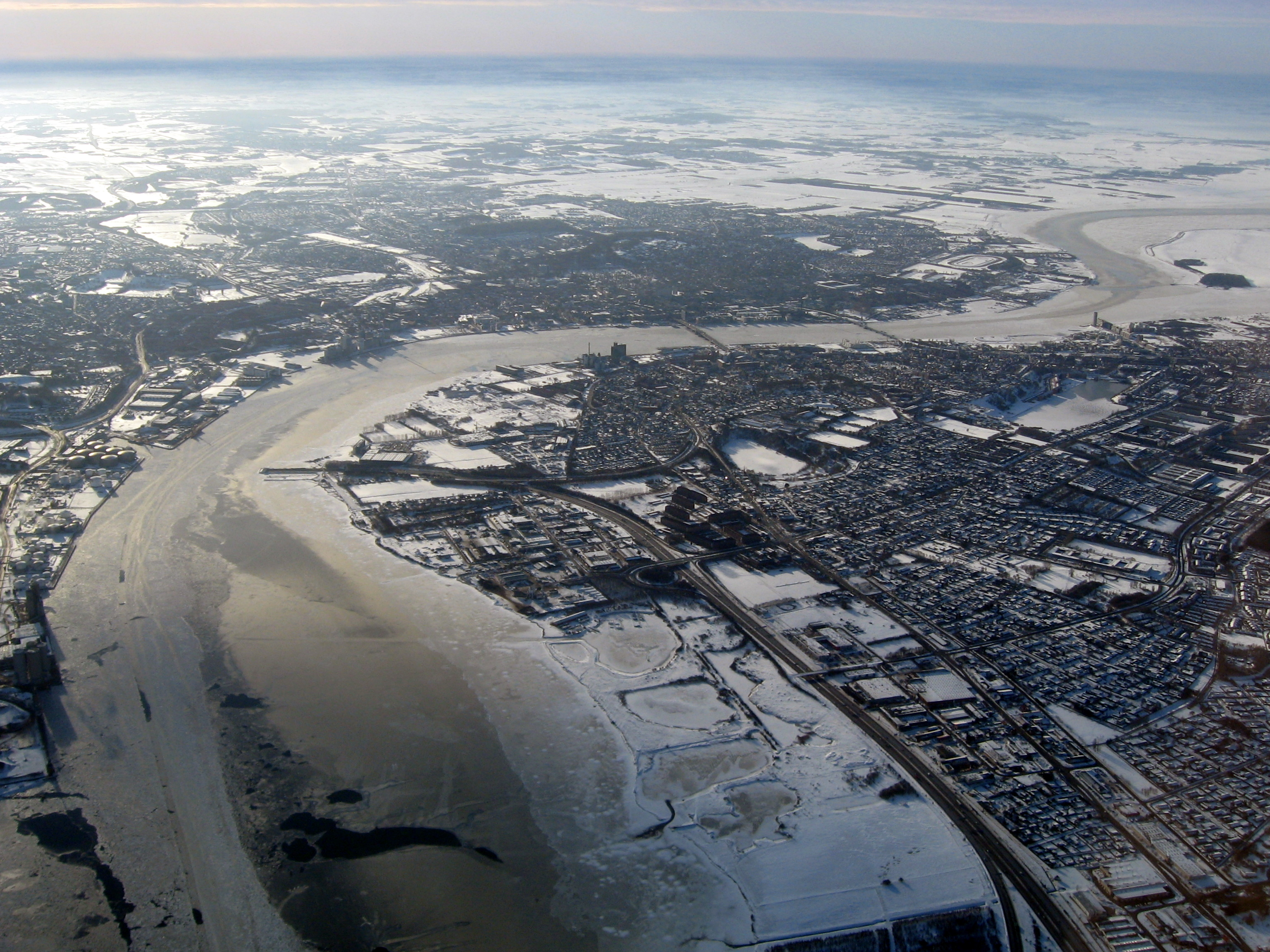
림 협만의 겨울 풍경

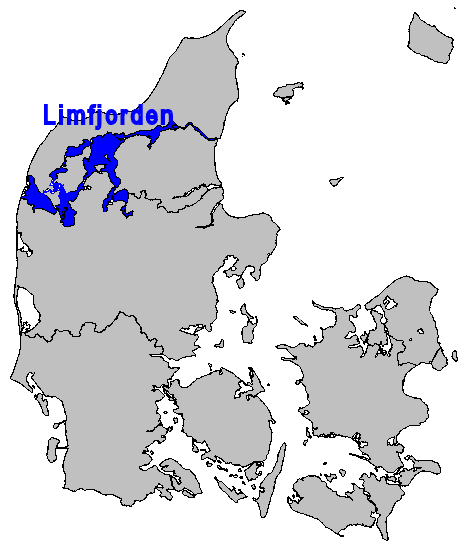
림 협만의 위치

림 협만(덴마크어: Limfjord / Limfjorden 림피오르 / 림피오르덴[*])은 덴마크의 해협으로 길이는 약 180km이다. 카테가트 해협과 북해 사이에 위치한다.
남쪽으로는 윌란반도, 북쪽으로는 벤쉬셀튀섬과 접하며 해협 중간에는 모르스섬이 위치한다. 해협 안에는 윌란반도와 림 협만을 연결하는 다리가 설치되어 있다. 림 협만과 접한 항구 도시로는 올보르, 티스테드 등이 있다.